# Barbara Stanek
Barbara Stanek, auch Barbara Stanyk, (* 4. Januar 1941 in Berlin) ist eine deutsche Schauspielerin.

## Leben
Barbara Stanek ging Ende der 1950er-Jahre eine Zeit lang als Austauschschülerin in die USA, wo sie ihren amerikanischen Schulabschluss machte. In West-Berlin holte sie das deutsche Abitur nach. Ursprünglich wollte sie Psychologie zu studieren, um sich als Soziologin der Jugendarbeit zu widmen. Sie entschloss sich zu Beginn der 1960er-Jahre, bei Marlise Ludwig Schauspielunterricht zu nehmen. Nach einigen Theatererfahrungen debütierte sie 1964 unter dem leicht veränderten Namen Barbara Stanyk mit der Nebenrolle der Ebba Pedersen in dem Willy- und Thomas-Fritsch-Lustspiel Das hab ich von Papa gelernt vor der Kamera.
Ihre Englischkenntnisse ermöglichten ihr auch 1966/67 für einige Fernsehrollen in die USA zurückzukehren. Dort spielte sie an der Seite von Ben Gazzara und John Forsythe. Bis Anfang der 1970er-Jahre sah man Stanek auch in einigen deutschen Aufklärungs- und Softsexfilmen. Es folgten zahlreiche Nebenrollen in Fernsehproduktionen, darunter in mehreren Reihen, Serien und Kinofilmen. In der Serie Die Protokolle des Herrn M. hatte Stanek als Frau Textor eine durchgehende Rolle. Insgesamt wirkte sie in mehr als 50 Film-und-Fernsehproduktionen als Schauspielerin mit. Außerdem spielte sie regelmäßig Theater, unter anderem in ihrer Heimatstadt Berlin (z. B. an der Tribüne), in München, Köln, Wuppertal und in Zürich. Gelegentlich war sie auch als Synchronsprecherin tätig.
Barbara Stanek hat eine Tochter.

## Filmografie
- 1964: Das hab ich von Papa gelernt
- 1965: Alle machen Musik
- 1965: Es geschah in Berlin – Als gestohlen gemeldet…
- 1966: Intercontinental Express – Zwei im falschen Zug
- 1966: Mini-Max – The Last One in Is a Rotten Spy (Fernsehserie)
- 1966: Briefe nach Luzern
- 1967: Wettlauf mit dem Tod – A Choice of Evils (Fernsehserie)
- 1967–1968: Großer Mann was nun? (Fernsehserie)
- 1968: Eva
- 1968: Ping Pong
- 1968: Van de Velde: Die vollkommene Ehe
- 1969: Das ausschweifende Leben des Marquis de Sade (De Sade)
- 1969: Engelchen macht weiter – hoppe, hoppe Reiter
- 1969: Köpfchen in das Wasser, Schwänzchen in die Höh’
- 1970: Garden Party (Fernsehserie)
- 1971: Erotik im Beruf – Was jeder Personalchef gern verschweigt
- 1972: Algebra um Acht (Fernsehserie)
- 1972: Autos (Fernsehfilm)
- 1972: Krankenschwestern-Report
- 1973: Die Reise nach Mallorca (Fernseh-Miniserie)
- 1973: Der Kommissar – Das Komplott (Fernsehserie)
- 1974: Motiv Liebe – Klassenreise (Fernsehserie)
- 1975: Anna und Edith
- 1975: Kommissariat 9 – Ich bin ein Europäer (Fernsehserie)
- 1977: Das Ende der Beherrschung
- 1977: Es muß nicht immer Kaviar sein – Französische Küche (Fernsehserie)
- 1977: Pfarrer in Kreuzberg (Fernsehserie)
- 1978: Die Macht der Männer ist die Geduld der Frauen
- 1979: Die Protokolle des Herrn M. (Fernsehserie)
- 1980: Schicht in Weiß – Heilsamer Wechsel (Fernsehserie)
- 1980: … und raus bist du
- 1981: Possession
- 1981: Der Tod in der Waschstraße
- 1982: Weggehen um anzukommen
- 1983: Flußfahrt mit Huhn
- 1986: Ein Heim für Tiere – Mein Hund, mein Freund (Fernsehserie)
- 1988: Liebling Kreuzberg – Ehrengericht (Fernsehserie)
- 1988: Der Sommer des Falken
- 1990: Bronsteins Kinder
- 1995: Immenhof (Fernsehserie, 2 Folgen)
- 1995: Polizeiruf 110: Schwelbrand
- 1998: Wolffs Revier – Wallmann kommt raus (Fernsehserie)
- 1999: Im Namen des Gesetzes – Die Abrechnung (Fernsehserie)
- 2000: Sex oder Liebe?
- 2002: Lovers & Frieds – Eigentlich lieben wir uns (Fernsehserie)